# Zanderij
Zanderij es una villa que se encuentra en la zona norte de Surinam, en el distrito de Para. Está situada a unos 50 kilómetros al sur de la capital, Paramaribo, sobre la ruta sur de interconexión este-oeste. El aeropuerto internacional Johan Adolf Pengel se encuentra ubicado en proximidades de esta villa.